# Pseudomelittia andraenipennis
Pseudomelittia andraenipennis is een vlinder uit de familie wespvlinders (Sesiidae), onderfamilie Sesiinae.
Pseudomelittia andraenipennis is voor het eerst wetenschappelijk beschreven door Walker in 1856. De soort komt voor in het Afrotropisch gebied.